# اكتساب اللغة عند الأطفال الصم

## اكتساب اللغة عند الأطفال الصُّمّ
Language acquisition by deaf children
إن اكتساب اللغة الأولى أو اللغات عملية طبيعية في مراحل تطور اَلرُّضَّع والأطفال ولكن
العملية مختلفة عند الأطفال الصم، فعادةً ما يكتسب الأطفال الصم المولودون من أبوين أصمين لغة الإشارة عند الولادة تُكتسَب اللغة من خلال جدول زمني تنموي نموذجي، ومع ذلك يولد 90% "على الأقل[ra1]"من الأطفال الصم وهم يستمعون إلى آباءهم الذين يستخدمون لغة منطوقة في المنزل. يمنع ضعف السمع العديد من الأطفال الصم من سماع اللغة المنطوقة إلى الدرجة اللازمة لاكتساب اللغة. حيث إن اكتساب اللغة عند العديد من الأطفال الصم يتأخر إلى حين تعلمهم لغة الإشارة أو إلى أن يبدأوا باستخدام أجهزة تضخيم الصوت مثل سماعات الأذن أو زراعة قوقعة. يتعرض الأطفال الصم المتأخرون في اكتساب اللغة والذي يسمى أحيانًا بالحرمان من اللغة إلى خطر ضعف اللغة والنتائج الإدراكية.

### نظرة عامة Background
من الممكن أن تكون لغات الإنسان منطوقة أومنظورة وحيث يمكن للرُّضَّع الذين ينمون بشكل نمطي اكتساب أي لغة بسهولة من بيئتهم إذا كانت متاحة لهم. بغض النظر عما إذا كانت هذه اللغة تستخدم الصوت (منطوقة) أو تستخدم الايماءات (منظورة). يتعلم الأطفال الصم لغة الإشارة مُنْذُ ولادتهم بنفس الطريقة التي يتعلم بها أي طفل سمعي آخر اكتساب اللغة المنطوقة. ومع ذلك يتم الحصول على لغة الإشارة مثل:(لغة الإشارة الأمريكية ASL) من قبل مستخدمين لهذه اللغة من مختلف الأعمار وهي طريقة غير نمطية من منظور اكتساب اللغة. على سبيل المثال، 5-10% فقط من الأطفال الصم يكون آباؤهم [ra2] صم في الولايات المتحدة الأمريكية بينما 90-95% المتبقية من مجتمع لغة الإشارة يكون الأطفال الصم من آباء سليمين، فالآباء /العائلات [ra3] من غير الصم عادةً ما يفتقرون المعرفة بلغة الإشارة مما يقلل من استخدام [ra4] لغة الإشارة مقابل اللغة الإنجليزية المنطوقة.
لذلك هذه الظروف توفر ميزات فريدة لاكتساب لغة الإشارة لا تتم ملاحظتها عادةً عند اكتساب اللغة المنطوقة، نظرًا للطريقة المرئية/اليدوية. لذلك يمكن أن تساعد هذه الاختلافات في التمييز بين الجوانب العالمية لاكتساب اللغة والجوانب التي قد تتأثر بتجربة اللغة المبكرة.

#### اكتساب لغة الإشارة Acquisition of signed language
يحتاج الأطفال إلى اللغة مُنْذُ الولادة، لذلك يجب أن يتمكن الرُضع الصم من لغة الإشارة منذ ولادتهم أو في أصغر سن ممكن. فقد أظهرت الأبحاث أن الفترة الحرجة لاكتساب اللغة تنطبق أيضًا على لغة الإشارة، وهي متوافقة كليًا مع الأطفال الصم لأنها لغة بصرية وليست سمعية ولأنها لغة طبيعية لها نفس الحالة اللغوية مثل اللغات المنطوقة. تزداد صعوبة لغة الإشارة كما في اللغات الأخرى، [ra5] عندما يتجاوز الطفل السن الحساس لنمو واكتساب اللغة. حيث وجدت [ra6] الدراسات أن الأطفال الذين تعلموا لغة الإشارة منذ الولادة يتمتعون بفهم أكثر من الأطفال الذين تعلموا اللغة في سن أكبر، تشير الدراسات ايضًا أنه كلما كان الطفل أصغر في تعلم لغة الإشارة كانت نتائج اللغة أفضل. هناك مجموعة كبيرة من الأعمار التي يتعرض فيها الأطفال الصم للغة الإشارة ويبدؤون عملية اكتسابهم للغة. حوالي 5% من الأطفال الصم يتعلمون لغة الإشارة منذ ولادتهم من آباؤهم الصم بينما الأطفال المولودون من آباء سمعيون يتأخرون عادةً في عملية اكتسابهم للغة الإشارة إلى حين أن يبدأ آباؤهم بتعليمهم اللغة أوالتحاقهم ببرنامج للصم. إن لغة[ra7] الإشارة لها أنماط طبيعية حيث يستطيع الرضع تعلم هذه الأنماط حتى لو لم يكن لديهم خبرة معينة بلغة الإشارة. فالرُضع[ra8] السمعيون البالغون من العمر ستة أشهر دون خبرة بلغة الإشارة يمكنهم تعلم اللغة من الايماءات مما يشير إلى أنهم ينظرون إلى لغة الإشارة بمُدخل لغوي هادف. استنتج العديد من الباحثين أن الكثير من اكتساب اللغة أمر عالمي وليس أمرًا مُتعلقًا بنوع اللغة، كون الرُضع يتعرفون إلى اللغتين المنطوقة والمنظورة ويكتسبانها ويعالجانها بطريقة مشابهة. [ra9] يكتسب هؤلاء الأطفال لغة الإشارة منذ ولادتهم ويتقدم اكتسابهم للغة من خلال المعالم التنموية المتوقعة، فعند اكتساب الأطفال للغة الإشارة ينتجون هذيًا يدويًا (يشبه الهذيان الصوتي) لتكون أول إشارة على نفس الطريقة التي ينتج فيها الأطفال السمعيون أول جملة لهم مكونة من كلمتين وفي [ra10] الوقت ذاته يشير الباحثون على أنه هناك 
العديد من الأمورالتي لاتزال [ra11] مجهولة حول كيفية معالجة اللغة المنظورة واللغة المنطوقة خاصة بالنظر إلى المسار غير العادي لانتقال اللغة لمعظم الرُضع الصم. تختلف استراتيجيات اكتساب
اللغة عند الأطفال الصم غير القادرون على السمع عن الأطفال القادرون على السمع أوالأطفال الصم الذين يستخدمون المُعينات السمعية /سبق لهم زراعة قوقعة، لأن لغة الإشارة لغة بصرية لذا فإن النظر والتواصل بالعين أمران مهمان لاكتساب اللغة والتواصل. حيث ألقت الدراسات الضوء على السمات اللغوية المهمة التي يستخدمها الآباء الصم مع أبنائهم الصم لاكتساب لغة الإشارة، حيث إن الآباء[ra12] الصم بارعون في ضمان مشاركة أبنائهم الصم بصريًا قبل تعليمهم لغة الإشارة، واستخدامهم طرقاً معينة للغة الإشارة تكون موجهة مباشرة لجذب انتباه الأطفال الصم[ra13] ، ويقوم[ra14] مقدمي الرعاية بكسر خط نظر الطفل من خلال حركات اليد والجسم واللمس والإشارة للسماح بإدخال اللغة. كما أن الخطاب الموجه للطفل Child -directed speech (CDS) يتميز ببطء[ra15] الإنتاج والنمو المبالغ فيه والتكرار، نظرًا للمتطلبات الفريدة للغة الإشارة التي تتضمن الإشارات الموجهة للأطفال وايضًا الاستراتيجيات الملموسة ونقل اللغة إلى خط رؤية الطفل أما الميزة الأخرى المهمة لاكتساب اللغة والتأثير على رؤية العين هي الاهتمام المشترك، في اللغات المنطوقة يتضمن الاهتمام المشترك الذي يقوم به مقدمي الرعاية بالتحدث عن الأمور التي يتفاعل معها الطفل.وبذلك يستفيد[ra16] الأباء الصم من لحظات الاهتمام المشترك لتوفير مدخلات لغويه لأطفالهم. يتعلم الأطفال الصم ضبط أعينهم من أجل النظرذهابًا وايابًا بين الاجسام واشارات مقدمي الرعاية. يمكن لمقدمي الرعاية وضع أنفسهم والاجسام الأخرى في نفس المجال البصري للطفل لكي يتمكن من النظر إليها في نفس الوقت ولتقليل بين الأجسام وإشارات مقدمي الرعاية. تظهر لغة الإشارة بشكل طبيعي بين مجموعة من الصم حتى لو لم يتم تدريسهم لغة الإشارة بشكل رسمي. إن لغة الإشارة الطبيعية تشبه[ra17] اللغة الإنجليزية والأسبانية[ra18] من حاجة الطفل من تقسيم الانتباه كونها لغات حقيقية ويتعلمها الأطفال بطرق متشابهة كما أنهم [ra19] يتبعون نفس التوقعات الاجتماعية لأنظمة اللغة. تشير بعض الدراسات إلى[ra20] أنه إذا تعلم الطفل الاصم لغة الإشارة فستقل احتمالية تعلمهم للغات المنطوقة وذلك بسبب فقدهم للدوافع المعينة على تعلم اللغات المنطوقة ومع ذلك وجد Humphries وآخرون أنه[ra21] لا دليل على ذلك، حيث إن إحدى[ra22] حجج Humphries هي أن الكثير من الأطفال السمعييون[ra23] يتعلمون 
العديد من اللغات دون فقدهم الدوافع للقيام بذلك. أظهرت[ra24] دراسات أخرى ان لغة الإشارة في الواقع تساعد على تطوير اللغة المنطوقة. إن فهم واستخدام لغة الإشارة يوفران اللبنة المطلوبة لتطوير مهارات اللغة الأخرى، ويمكن ايضًا أن يوفر الأساس لتعلم معنى الكلمات المكتوبة. هناك
العديد من لغات الإشارة المختلفة المستخدمة حول العالم، فبعض من أهم لغات الإشارة تتضمن لغة الإشارة الأمريكية[ra25] ولغة الإشارة البريطانية ولغة الإشارة الفرنسية.

#### لغة الإشارة الأمريكية American Sign Language (ASL)
تستخدم لغة الإشارة الامريكية غالباً في أمريكا الشمالية وهي أشكال[ra26] مشتقه من أماكن مختلفة حول العالم تشمل معظم كندا. حيث إن[ra27] هذه اللغة ليست مجرد ترجمة للأعمال الإنجليزية ويتجلى ذلك في حقيقة أن الكلمات ذات المعنى المزدوج في اللغة الإنجليزية لها علامات مختلفة لكل معنى فردي في لغة الإشارة الأمريكية.

#### لغة الإشارة البريطانية BSL) British Sign Language)
تستخدم لغة الإشارة البريطانية بشكل رئيسي في بريطانيا العظمى مع استخدام مشتقات من إستراليا[ra28] ونيوزيلندا[ra29] ، ولهذه اللغة قوانينها الخاصة بالقواعد والنحو وعلى الرغم من أن أمريكا والمملكة المتحدة تتشاركان نفس اللغة إلا أن لغة الإشارة تختلف عن اللغة الإنجليزية المنطوقة. كما تختلف [ra30] معاني لغة الإشارة الأمريكية[ra31] عن لغة الإشارة البريطانية فالأطفال الصم من البلدان المتحدثة باللغة الإنجليزية لا يتشاركون لغة إشارة واحدة.

#### لغة الإشارة الفرنسية French Sign Language (FSL)
تستخدم لغة الإشارة الفرنسية في فرنسا، كما[ra32] تستخدم في العديد من البلدان الأوروبية الأخرى. يظهر تأثير لغة الإشارة الفرنسية في لغات الإشارة الأخرى بما في ذلك لغة الإشارة الأمريكية.

#### اكتساب اللغة المنطوقة Acquisition of spoken language
يتم تشجيع الأطفال الصم على اكتساب اللغة لأنه حوالي 90-95% من الأطفال الصم يكون آباؤهم سمعيون[ra33] . الأطفال الصم الذين يكتسبون لغة منطوقة يستخدمون التكنولوجيا المساعدة مثل[ra34] : المعينات السمعية أو زراعة قوقعة صناعية ويعملون بشكل مستمر مع أخصائي[ra35] النطق واللغة. 
وبسبب فقدان السمع تتأخر عملية اكتساب اللغة المنطوقة إلى أن يتم استخدام العلاجات والتكنولوجيا حيث تختلف نتائج اكتساب اللغة المنطوقة بشكل كبير بين الأطفال الصم الذين يستخدمون معينات سمعية وبين الذين قاموا بزراعة قوقعة فقد أظهرت إحدى الدراسات على الرُضع والأطفال الذين قاموا بزراعة قوقعة أن نطقهم للغة يتأخر حتى بعد ثلاث سنوات من
الزراعة كما أظهرت دراسة أخرى أن هؤلاء الأطفال لديهم تأخر مستمر حتى المرحلة الابتدائية مع انخفاض ما يقارب 75% من مهارات اللغة المنطوقة للأطفال أي دون المتوسط لمعايير السمع (انظر إلى الشكل 1). أما بالنسبة للأطفال الذين يستخدمون معينات سمعية فإن نتائج اللغة المنطوقة لديهم ترتبط بكمية السمع المتبقية لدى الطفل، أما الأطفال الذين قاموا بزراعة قوقعة صناعية فإن نتائجهم ترتبط بمقدار السمع الذي كان لدى الطفل قبل الزراعة وعمر الزراعة وعوامل أخرى لم يتم تحديدها بعد.
بالنسبة للمواليد الجدد تعد المهام اللغوية المبكرة مهامًا إدراكية لذا يحتاج الأطفال إلى تحديد العناصر اللغوية الأساسية في لغتهم الأم لإنشاء الكلمات (من خلال جردهم السمعي) كما يحتاجون ايضًا إلى تحديد كيفية تقسيم التدفق المستمر للغة لإدخاله في العبارات والأحداث[ra36] والكلمات فمنذ الولادة لديهم انجذاب للمدخلات اللغوية وهي الدليل عما إذا كانت المدخلات منطوقة أومنظورة. كما يستخدمون مهاراتهم الادراكية الحساسة لاكتساب معلومات عن هيكل لغتهم الأم لا سيما السمات الصوتية والفونولوجية.
أوضح البحث بالنسبة للأطفال الصم الذين قاموا بزراعة قوقعة صناعية مبكراً في حياتهم ولديهم آباء يتحدثون بلغة منطوقة في المنزل ويتابعون استمرار كفاءة اللغة ولم يتعرض ابنائهم للغة الإشارة أن اللغة الأولى L1 ومهارات القراءة لديهم أعلى[ra37] باستمرار من الأطفال الذين تعرضوا للغة الإشارة كلغة L1أو[ra38] لغة L2 بدلاً من ذلك ركزوا حصريًا على الاستماع وتنمية اللغة المنطوقة. في الواقع أكثر من 70% من الأطفال الذين لم يتعرضوا للغة الإشارة حققوا لغة منطوقة مناسبة لأعمارهم مقارنةً بـــ 39% فقط ممن تعرضوا للغة الإشارة لمدة 3 سنوات أو أكثرحيث أظهر الأطفال الذين ركزوا بشكل أساسي على تعلم اللغة المنطوقة أنهم يتمتعون برفاهية اجتماعية أكبر عندما لم يستخدموا التواصل اليدوي كمُكمِل[ra39] .
للحصول على وصف مفصل لاكتساب اللغة المنطوقة عند أطفال السمع انظر: اكتساب اللغة Language acquisition.

#### زراعة القوقعة Cochlear implants
تُوضع القوقعة الصناعية جراحيًا داخل قوقعة الأذن وهي جزء من الأذن الداخلية تحول الصوت إلى إشارات عصبية. هناك الكثير من الجدل حول الظروف اللغوية التي يكتسب بموجبها الأطفال الصم اللغة المنطوقة عن طريق زراعة قوقعة الأذن حيث أظهرت نتيجة الدراسة مفردة لم تتكرر إلى أن استخدام لغة الإشارة على المدى الطويل يعيق تطور اللغة المنطوقة وقدرة القراءة عند الأطفال الصم وضعاف السمع، وأنه غير مفيد إطلاقاً[ra40] وقد يضر بتنمية اللغة. ومع ذلك وجدت الدراسات أن التعرض للغة الإشارة يسهل بالفعل تطور اللغة المنطوقة للأطفال الصم من الآباء[ra41] الصم الذين تعرضوا للغة الإشارة منذ الولادة ولقد تفوق هؤلاء الأطفال على أقرانهم[ra42] الصم من أباء سمعيون بعد زراعة القوقعة. يواجه الأباء الجدد مع أطفالهم الصم مجموعة من الخيارات حول كيفية التفاعل مع أطفالهم حديثي الولادة وقد يجربون عدة طرق بما في ذلك كمية مختلفة من لغة الإشارة والتدريب على اللغة الشفوية/السمعية والرموز التواصلية التي تم ابتكارها لتسهيل اكتساب اللغة المنطوقة، بالإضافة إلى ذلك قد يقرر الأباء استخدام معينات سمعية أو زراعة قوقعة لأطفالهم الرُضع. وفقاً لدراسة أَجريت في الولايات المتحدة الأمريكية[ra43] عام 2008، حوالي 55% من الأطفال الصم مؤهلين لزراعة قوقعة ووجدت دراسة أجريت في سويسرا أن 80% من الرُضع الصم خضعوا لزراعة قوقعة منذ 2006 والأرقام في تزايد مستمر. بينما توفر زراعة القوقعة الصناعية تحفيزًا سمعيًا إلا أنه لا ينجح جميع الأطفال في اكتساب اللغة المنطوقة بالكامل. غالبًا ما يستمر العديد من الأطفال الصم في البيئة التي تتحدث بلغة منطوقة فقط بالنضال حتى عند تقديم الدعم. كان الأطفال الذين خضعوا لزراعة قوقعة قبل اثني عشر شهرًا أكثر عرضة لأداء اللغة المنطوقة على مستوى السن من الأطفال الذين خضعوا لزراعة قوقعة لاحقا ومع ذلك أظهر بحث أن المعلومات التي تقدم للآباء غالباً ما تكون غير صحيحة أو تفقد معلومات مهمة مما يؤدي إلى اتخاذهم قرارات قد لا تكون هي الأفضل لطفلهم لذا يحتاج الأباء وقت لاتخاذ القرارات، ولأن معظم الأطفال الصم يكون اباؤهم سمعيون فإن على ابائهم اتخاذ قرارات لم يسبق لهم دراستها.
أظهرالبحث أن الأطفال الذين خضعوا لزراعة قوقعة ويسمعون ويتحدثون للتواصل ولا يستخدمون لغة الإشارة لديهم أفضل نتائج تواصلية ورفاهية اجتماعية أكثر من الأطفال الذين يستخدمون لغة الإشارة ومع ذلك فإنه لا ينصح باستخدام لغة الإشارة إلا كحل أخير، حيث
يُطلب من الآباء عدم استخدام لغة الإشارة مع أطفالهم. على الرغم من أن الزراعة تقدم العديد من الفوائد للأطفال والتي تتضمن المكاسب السمعية والإنجاز الأكاديمي إلا أنها غير قادرة على حل مشكلة الصمم فالطفل الذي يولد أصماً سيبقى أصماً دائماً ويستمر في مواجهة الكثير من التحديات التي لا تواجه الطفل السمعي. وهناك بحث يوضح ايضاً أن الحرمان المبكر من اللغة ولغة الإشارة قبل الزراعة يؤثر في القدرة على تعلم اللغة، تجدُر الإشارة إلى أنه لا يوجد بحث نهائي يدل على أن زراعة القوقعة أو اللغة المنطوقة أو الإشارات لها أفضل النتائج. في نهاية المطاف، يعود القرار إلى الوالدين لاتخاذ أفضل خيار لطفلهما.

#### اكتساب اللغة الثنائية Bilingual language acquisition
يكتسب بعض الأطفال الصم كلاً من لغة الإشارة واللغة المنطوقة وهذا ما يسمى باكتساب اللغة الثنائية. إن اكتساب اللغة الثنائية شائع ويكون من خلال أطفال سمعيون من بالغين صم (CODAs). مجموعة واحدة من الأطفال الصم الذين قاموا باكتساب لغة ثنائية هم أطفال صم من آباء صم قاموا بزراعة قوقعة صناعية هؤلاء الأطفال اكتسبوا لغة الإشارة منذ ولادتهم أما اللغة المنطوقة فقاموا باكتسابها بعد الزراعة. الأطفال الصم الاخرون الذين اكتسبوا اللغة الثنائية كان اباؤهم سمعيون وقرروا تعليمهم لغة الإشارة واللغة المنطوقة. يتخذ بعض الأباء قرارًا بمتابعة تعليم أبنائهم لغة الإشارة اثناء متابعة اللغة المنطوقة حتى لا يتأخروا في التعرض للغة والوصول إليها بشكل كامل، وبالتالي بدء عملية اكتساب اللغة في أقرب وقت ممكن. في حين أن البعض يحذر من تعليم أبنائهم اللغتين لكي لا تتداخل لغة الإشارة مع اللغة المنطوقة الا أن بحث آخر أظهر أن الاكتساب المبكر للغة الإشارة لا يعيق وقد يدعم اكتساب اللغة المنطوقة. 

#### مناهج الاتصال البديلة Alternative communication approaches
لمراجعة الأساليب التعليمية بما في ذلك نهج الإشارة واللغة المنطوقة، انظر: التعليم الخاص بالصم.

#### ترميز اللغة الإنجليزية يدويًا Manually Coded English
ترميز اللغة الإنجليزية يدوياً هي واحدة من العديد من التمثيلات للغة الإنجليزية والتي تستخدم إشارات باليد لترميز الكلمات الإنجليزية بصرياً. وعلى الرغم من أن MCE تستخدم الإشارات إلا أنها ليست لغة مثل[ra44] :ASL، إنه ترميز للغة الإنجليزية يستخدم ايماءات باليد لجعل اللغة الإنجليزية مرئية في الوضع المرئي. تستخدم معظم أنواع MCE علامات مستعارة أومعدلة من لغة الإشارة الأمريكية[ra45] ولكن تستخدم تركيب الجملة الإنجليزية والبناء النحوي ومع ذلك فإنه من غير الممكن ترميز اللغة المنطوقة بشكل كامل بالطريقة اليدوية. تم اقتراح العديد من أنظمة ترميز اللغة الإنجليزية بصرياً واستخدامها بنجاح أكبر أو أقل، وتستخدم أساليب مثل: Signed English وSigning Exact English وLinguistics of Visual English وغيرها من العلامات المستعارة من ASL مع العديد من العلامات النحوية للإشارة إلى الكلمات الكاملة أو الكلمات ذات المعاني morphemes مثل[ra46] : ed، ing.
وعلى الرغم من وجود أدلة محدودة على فعاليتها، فقد اقترح البعض استخدام MCE وتمثيلات بصرية أخرى للغة الإنجليزية كوسيلة لدعم اكتساب اللغة الإنجليزية للأطفال الصم. نظرًا لأن أنظمة MCE هي ترميزات للغة الإنجليزية تتبع ترتيب الكلمات الإنجليزية وهيكل الجمل، فمن الممكن الإشارة على MCE والتحدث باللغة الإنجليزية في نفس الوقت. هذه تقنية تُستخدم لتعليم الأطفال الصم بُنية اللغة الإنجليزية ليس فقط من خلال أنماط الصوت وقراءة الشفاه ولكن ايضًا من خلال الأنماط اليدوية للغة الإشارة الإنجليزية، نظرًا لاستخدام MCE لترتيب الكلمات الإنجليزية، يفترض أنه من السهل لسماع الاشخاص تعلم MCE من ASL.نظراً لان MCE ليست لغة طبيعية فإنه الأطفال يجدون صعوبة في تعلمها. 

#### الخطاب الملقن Cued speech
الخطاب الملقن هو نظام اتصال هجين، (شفهي/يدوي) [ra47] يستخدمه بعض الأشخاص الصم أوالذين يعانون من ضعف السمع. انها تقنية تستخدم أشكال اليدين بالقرب من الفم (التلقين) لتمثيل الصوتيات التي يمكن أن تمثل تحديًا لبعض الأشخاص الصم أوالذين يعانون من ضعف السمع للتمييز عن بعضهم البعض من خلال قراءة الكلام (قراءة الشفاه) بمفردهم، وهي مصممة لمساعدة المتصلين المتقبلين على مراقبة المتحدث وفهمه بالكامل.
الخطاب الملقن ليس لغة إشارة ولا يحتوي على أي إشارات مشتركة مع ASL، انه نوع من زيادة قراءة الكلمات وجعلها أكثر دقة ومتاحة للأشخاص الصم. أشكال اليدين بحد ذاتها لا معنى لها بينما لها معنى إذا استخدمت كإشارة مع شكل الفم بحيث ان شكل الفم (الشفتين معًا) بالإضافة إلى شكل يد واحد قد يعني صوت "M" ونفس الشكل مع إشارة مختلفة قد يمثل صوت""B ومع إشارة ثالثة قد يمثل صوت "P".
تظهر بعض الأبحاث وجود صلة بين نقص الوعي الصوتي واضطرابات القراءة وتشير إلى أن تعلم الخطاب الملقن قد يساعد في الوعي الصوتي ومحوالأمية.

#### هجاء الأصابع Fingerspelling
نظام ترميز يدوي اخر يستخدمه الصم وكان موجودًا لأكثر من قرنين هو هجاء الأصابعfingerspelling . هجاء الأصابع هو نظام يقوم بترميز الحروف وليس الكلمات أو[ra48] morphemes لذا فهو ليس ترميز يدوي للإنجليزية بل هو ترميز للأبجدية، وعلى هذا النحو فهو طريقة لتهجئة الكلمات حرفًا واحدًا في كل مره باستخدام 26 شكلًا مختلفًا لليدين. في الولايات المتحدة الأمريكية[ra49] والعديد من البلدان الأخرى يتم الإشارة على الحروف من جهة وتعود إلى مدرسة الصم Abbe de lEpee في باريس. بما أن هجاء الأصابع مرتبط بالأبجدية وليس بكلمات كاملة لذا يمكن استخدامه لتهجئة الكلمات لأي لغة تستخدم نفس الأبجدية وهي لا ترتبط بأي لغة معينة على وجه الخصوص، وإلى هذا الحد فهي مشابهه لترميزات الأحرف الأخرى مثل[ra50] : شفرة مورسMorse code اوsemaphore. تعتمد طريقة روتشستر Rochester Method بشكل كبير على هجاء الأصابع، ولكنها بطيئة وتُستخدم في الغالب لصالحها.

#### الأساليب الهجينة Hybrid methods
تستخدم الأساليب الهجينة مزيجًا من الأساليب (السمعية/الشفوية) [ra51] بالإضافة إلى بعض المؤشرات المرئية مثل أشكال اليد من أجل التواصل باللغة المنطوقة القياسية من خلال جعل أجزاء منها مرئية لمن يعانون من ضعف السمع.
أحد الأمثلة على ذلك هي اللغة الإنجليزية المدعومة بالإشارة Sign Supported English (SSE) والتي تستخدم في المملكة المتحدة، هي نوع من لغة الإشارة والتي تستخدم بشكل أساسي مع الأطفال الذين يعانون من صعوبة في السمع في المدارس ويتم استخدامها بجانب الإنجليزية والاشارات بنفس ترتيب اللغة الإنجليزية المنطوقة.
هناك أسلوب [ra52] هجين اخر يسمى الاتصال الكلي، يسمح هذا الأسلوب من الاتصال ويشجع المستخدم على استخدام جميع طرق الاتصال وقد يشمل اللغة المنطوقة ولغة الإشارة وقراءة الشفاه مثل[ra53] : اللغة الإنجليزية المدعومة بالإشارة واستخدام الاشارات بترتيب اللغة الإنجليزية المنطوقة. يوصى بشدة باستخدام المعينات السمعية أو الغرسات لهذا النوع من التواصل وفي الآونة الأخيرة فقط، كان ASL شكلًا مقبولًا من أشكال الاتصال لاستخدامه في أسلوب الاتصال الكلي.

#### الحرمان اللغوي Language deprivation
المقال الرئيسي: الحرمان اللغوي لدى الأطفال الصم وضعاف السمع
يحدث الحرمان اللغوي عندما لا يتعرض الطفل «على الفور [ra54] للغة يمكنه الوصول إليها بسهولة وبشكل طبيعي خلال الفترة الحرجة Critical period لاكتساب اللغة». لا يستطيع غالبية الأطفال الذين يعانون من شكل من أشكال فقدان السمع اكتساب اللغة المنطوقة بسهولة وبشكل طبيعي، وبطبيعة الحال هذا ما يضع الأطفال الصم في اختلاف حقيقي مقارنة بأقرانهم السمعيون ويعرضهم لخطر العواقب التنموية الخطيرة مثل[ra55] [ra56] : التغيرات العصبية وتوقف النمو الاجتماعي والعاطفي والتأخر في التحصيل الأكاديمي ونتائج التوظيف المحدودة وضعف الصحة العقلية والبدنية.

#### الاخلاقيات واكتساب اللغة Ethics and language acquisition
كانت زراعة القوقعة الصناعية موضوع نقاش ساخن بين أولئك الذين يعتقدون أن الأطفال الصم يجب أن يخضعوا لزراعة القوقعة والذين لم يقوموا بها. يعتقد بعض الناشطين الصم أن هذه مشكلة أخلاقية مهمة، مدعين أن لغة الإشارة هي لغتهم الأولى أو الام تمامًا [ra57] مثل أي لغة منطوقة لشخص سمعي. كما أنهم لا يرون الصمم على أنه نقص بأي شكل من الاشكال بل سمه طبيعية بشرية بين مجموعة متنوعة من السمات المختلفة. إحدى القضايا المتعلقة بالمنظور الأخلاقي للزراعة هي الأثار الجانبية المحتملة التي قد تظهر بعد الجراحة ومع ذلك فإن المضاعفات التي تظهر بعد عملية زراعة القوقعة نادرة حيث أظهرت بعض المراكز أن نسبة الفشل اقل من ثلاثة بالمئة.
العلاقة بين اكتساب اللغة ومجالات التنمية الأخرى

#### التطور المعرفي Cognitive development
يسهل التعرض المبكر للغة والوصول إليها في اكتساب لغة صحية، بغض النظر عما إذا كانت هذه اللغة هي اللغة الأم أم لا، في المقابل تدعم المهارات اللغوية القوية تنمية المهارات المعرفية للطفل بما في ذلك الأداء التنفيذي. أظهرت الدراسات أن الأداء التنفيذي مهم للغاية، فهذه المهارات هي التي توجه التعلم والسلوك وتعد مهارات الأداء التنفيذي مسؤولة عن التنظيم الذاتي والتثبيط والتحكم العاطفي وعمل الذاكرة والتخطيط والتنظيم وهي التي تساهم في التنمية الاجتماعية والعاطفية والأكاديمية الشاملة للأطفال. إن الوصول المبكر للغة منذ الولادة سواء كانت منظورة أومنطوقة يدعم تنمية هذه المهارات والقدرات المعرفية لدى الأطفال الصم وضعاف السمع ويدعم ايضًا تطورهم [ra58] في هذا المجال.
ومع ذلك فإن التعرض المتأخر للغة والتأخر في اكتسابها قد يمنع أو يؤخر التطور المعرفي للأطفال الصم وضعاف السمع ويؤثر على هذه المهارات. يمكن تعريف التأخر في التعرض للغة بالحرمان من اللغة[ra59] . (انظر[ra60] : الحرمان من اللغة لدى الأطفال الصم وضعاف السمع) هذه التجربة هي نتيجة عدم التعرض للغة البشرية الطبيعية، سواء كانت لغة منطوقة أو لغة إشارة خلال فترة اللغة الحرجة. ووفقًا لمنظمة الصحة العالمية فإن 90% من الأطفال الصم مولودين من ابوين 
سمعيين، إلا أن ابويهم في الكثير من الأحيان ودون خطأ منهم ليسوا مستعدين لتوفير لغة يسهل لأبنائهم الوصول اليها وبالتالي يحدث قدر من الحرمان اللغوي لدى هؤلاء الأطفال. تم العثور
على أن الحرمان اللغوي يضعف النمو المعرفي للأطفال الصم خاصة مهاراتهم التنفيذية ومهارات عمل الذاكرة مما تسبب في عجز في مهارات الأداء التنفيذي الحرجة والتنمية المعرفية الشاملة لا يسبب الصمم هذا العجز ولكن تأخر اكتساب اللغة هو من يؤثر على التطور المعرفي وقدرات الصم.

#### التطور الاجتماعي العاطفي Social-emotional development
إن امتلاك لغة مكتسبة تعني أن الفرد لدية حق الوصول الكامل إلى لغة واحدة منطوقة أو لغة إشارة واحدة على الأقل وبشكل نموذجي، إذا كان الشخص لدية هذا الوصول الكامل إلى اللغة وكان قادرًا على الحصول عليها فإن أساس نموه العاطفي الاجتماعي موجود. إن القدرة على التواصل أمربالغ الأهمية لأولئك الذين لا يزالون يطورون مهاراتهم الاجتماعية. هناك ايضًا أدلة تشير إلى أن اكتساب اللغة يمكن أن يلعب دورًا حاسمًا في تطوير نظرية العقل. بالنسبة للأطفال الذين لم يحصلوا على هذا الوصول أو لم يكتسبوا لغة كاملة بعد، فإن ذلك قد يعطل التنمية الاجتماعية أو يعيقها، مما قد يؤثر على النمو العاطفي ايضًا.
يمكن أن يؤثر نقص التنشئة الاجتماعية بشكل كبير على الرفاهية العاطفية للطفل. تبدأ تجربة الطفل الأولى في التواصل الاجتماعي عادةً من المنزل، ولكن الأطفال الصم وضعاف السمع على وجه الخصوص الذين يولدون لأباء سمعيون يميلون إلى النضال مع هذا التفاعل، نظرًا لكونهم «اقله في اسرهم». عادةً لا يعرف الآباء الذين لديهم طفل أصم لغة منظورة وتصبح المشكلة اللوجستية هي كيفية تعريض هذا الطفل للغة التي يمكنه الوصول إليها. دون وجود طريقة للتواصل بين الطفل والآباء لتسهيل تنمية مهارات الطفل الاجتماعية في البيت وذلك ما يجعلها أصعب وبحلول الوقت الذي يدخل فيه هؤلاء الأطفال إلى المدرسة فإنهم قد يكونون متأخرين في هذا المجال من التطور، كل هذا قد يؤدي إلى صعوبات في النمو العاطفي المناسب لهذا العمر في الحياة لمحاولة التعبير عن عواطفهم بشكل مناسب. المشكلة ليست بسبب الصمم ولكن السبب نقص التواصل الذي يحدث عندما يكون هناك نقص في الوصول إلى اللغة منذ الولادة. هناك أدلة تشير إلى ان اكتساب اللغة هو مؤشر على كيفية قدرة الطفل على تطوير 
نظرية العقل. يمكن أن تكون نظرية العقل مؤشرًاعلى التطور الاجتماعي المعرفي. دون اكتساب اللغة، قد يتأخر الأطفال الصم في نظرية العقل والمهارات التي تتزامن والتي يمكن أن تؤدي إلى المزيد من التأخيرات الاجتماعية والعاطفية.

#### التطور الأكاديمي Academic development
يتأثر اكتساب اللغة الثانية بشكل كبير بالتعرض للغة مبكرًا ويؤدي زيادة التعرض للغة مع إمكانية الوصول إليها إلى أداء أفضل في اللغة الثانية عند دخول المدرسة. إن زيادة تعرض الأطفال الصم وضعاف السمع للغة بأكبر قدر ممكن منذ بداية العمر قد يعزز اكتساب اللغة الأولى والثانية، وهذا يعني منح الطلاب فرصة لتطوير اللغة في المنزل وفي البيئات الاجتماعية في وقت مبكر يدعم اكتساب لغة الطفل ولاكتساب لغة الإشارة الأمريكية بالإضافة إلى اللغة الإنجليزية المطبوعة. هناك بحث مكثف فيما يتعلق في العلاقة بين الكفاءة في ASL وإتقان مهارات الكتابة والقراءة في اللغة الإنجليزية. يميل الطلاب الصم الذين يستخدمون ASL كالغة أساسية لهم إلى الحصول على درجات أعلى في القراءة والكتابة باللغة الإنجليزية كما يكون لديهم ايضًا مستوى كفاءة أعلى في ASL. هناك ايضًا بحث يدعم أن تطوير لغة ثانية يحسن من إتقان اللغة الأولى للطالب.
وفقاً لـ (2016) Hrastinski & Wilbur، فإن إتقان لغة الإشارة الأمريكية هو العامل الأكثر مساهمة في التحصيل الأكاديمي للطلاب الصم الذين يلتحقون بمدارس تعليم لغة الإشارة الأمريكية، خاصة في مجالات القراءة والكتابة والرياضيات. الأطفال الصم وضعاف السمع الذين لديهم مستويات أعلى في إتقان لغة الإشارة الأمريكية وأولئك الذين لديهم كفاءة أعلى في اللغة الثانية (على سبيل المثال: الإنجليزية) هم أولئك الذين تعرضوا للغة الإشارة الأمريكية خلال الفترة الحرجة من اللغة.

##### القراءة Reading
وفقًا لبحث من Goldin-Meadow & Mayberry، تتطلب القراءة قدرتين أساسيتين: الإلمام بلغة معينة وفهم التعيين بين تلك اللغة والكلمة المكتوبة، ومع ذلك، يمكن القراءة إذا تعلم الأطفال الصم لغة ASL. بمجرد حصولهم على ASL، يتعلم الأطفال الصم كيفية رسم الخرائط بين لغة 
الإشارة والطباعة حتى يتمكنوا من تعلم اللغة الإنجليزية. يتم استخدام العديد من التقنيات للمساعدة في سد الفجوة بين لغة ASL واللغة المنطوقة أو «عملية الترجمة» مثل الحصر والتسلسل.
يتكون الحصر من التناوب بين قول الكلمة وإشارتها. يتألف التسلسل من تهجئة الإصبع بالكلمة، والإشارة إلى نسخة اللغة المنطوقة للكلمة واستخدام الدعم التصويري. على الرغم من أن التسلسل لا يستخدم على نطاق واسع، إلا أنه يخلق فهمًا بين الإملاء البصري للكلمة وتهجئة لغة الإشارة للكلمة وهذا ما يساعد الطفل على أن يصبح ثنائي اللغة في كل من لغة ASL واللغة المنطوقة.
يعد السياق الاجتماعي للطفل الأصم حاسمًا في تغذية قدرته على القراءة. تُظهر الأبحاث أن الأطفال الصم الذين يولدون لأبوين صمّ يكونون عادةً قراء أفضل من الأطفال الصم المولودين لأبوين سمعيين. وذلك لأن الآباء الصم يوفرون شبكة اجتماعية وعاطفية قوية وقد يتمكنون على الفور من الوصول إلى الموارد اللازمة لأطفالهم. يتوقع الآباء الصم بالفعل احتياجات أطفالهم، بعد أن مروا بنفس التجربة، على عكس الوالد السمعي. [بحاجة لمصدر]

##### لرؤية المزيد
- Bilingual Education
- American Sign Language
- Classifiers in American Sign Language
- Language acquisition
- Deaf Education
- Language deprivation in deaf and hard of hearing children
- Bimodal bilingualism
- Pointing